# Morden (Manitoba)
Morden è un comune (city) del Canada, situato nel sud della provincia di Manitoba nei pressi del confine con gli Stati Uniti d'America.